# Palazzolo sull'Oglio
Palazzolo sull'Oglio là một đô thị thuộc tỉnh Brescia trong vùng Lombardia ở Ý. Đô thị này có diện tích 23 km², dân số thời điểm 19 tháng 10 năm 2008 là 19.117 người.
Đô thị này có các làng sau: San Pancrazio.
Đô thị này giáp với các đô thị sau: Adro, Capriolo, Castelli Calepio, Chiari, Cologne, Erbusco, Grumello del Monte, Palosco, Pontoglio, Telgate.